# USS 콜 (DDG-67)

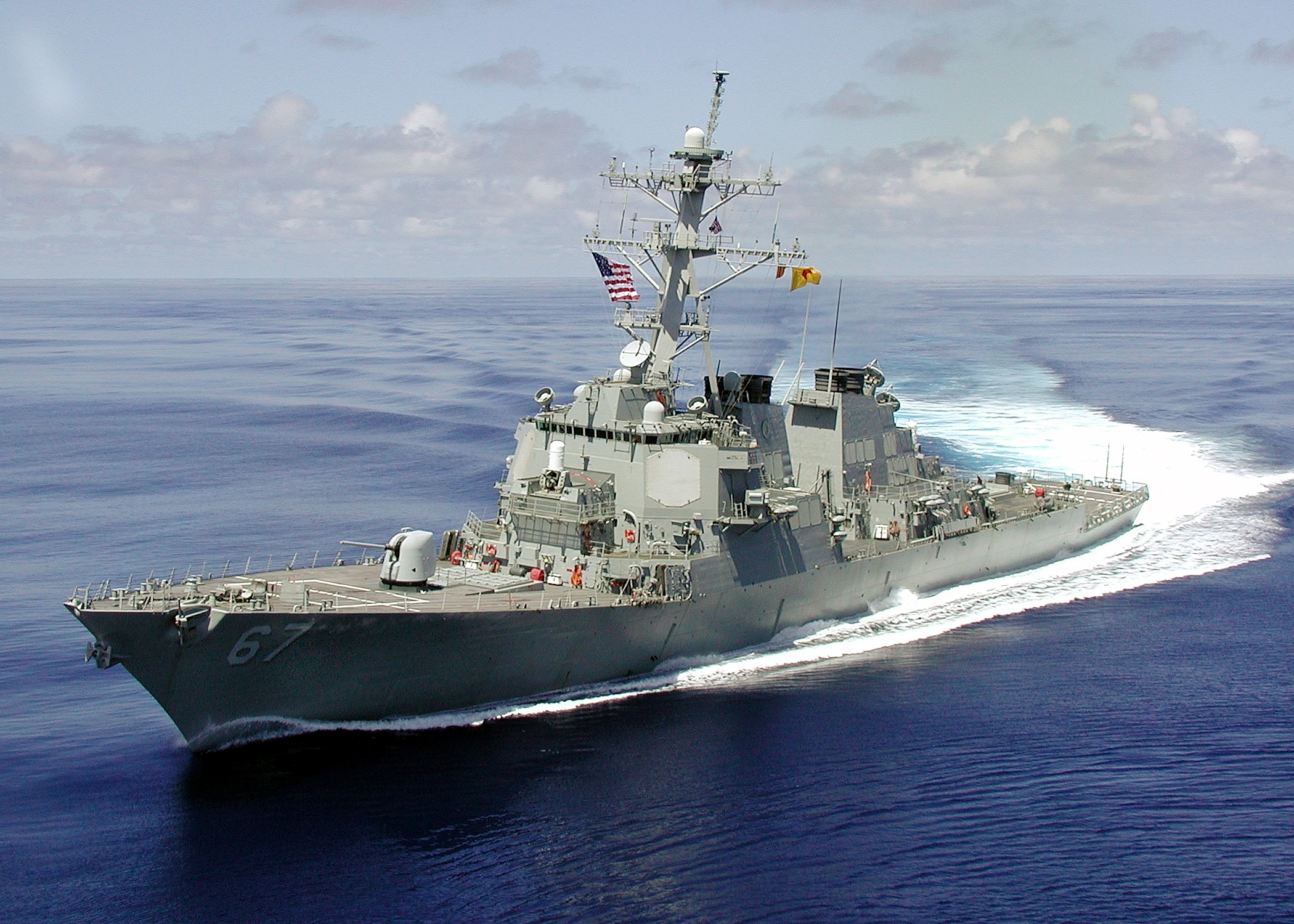
USS 콜

USS 콜(USS Cole DDG-67)은 알레이버크급 이지스 장착 유도 미사일 구축함으로 버지니아주 노퍽 해군 기지에 모항이 있다. 콜호는 제2차 세계 대전 당시 1945년 2월 19일 이오섬에서 전투 중 사망한 기관총 사수 대럴 S. 콜 하사를 기리기 위해 명명되었다. 콜호는 승인된 알레이버크급 유도 미사일 구축함 62척 중 하나이며, 초기 알레이버크급 구축함에서 발견된 5인치(127mm)/54 구경 포 마운트를 사용한 플라이트 I급 21척 중 하나이다. 이 배는 잉걸스 조선소에서 건조되었으며 1996년 3월 11일 해군에 인도되었다.
2000년 10월 12일, 콜은 예멘의 아덴 항구에서 테러 조직 알카에다의 자살 공격으로 폭격을 받아 선원 17명이 사망하고 39명이 부상을 입었으며 선박이 손상되었다. 2003년 11월 29일, 콜은 폭탄 테러 이후 처음으로 해외 파병에 나섰고, 이후 2004년 5월 27일에 무사히 자신의 모항인 버지니아주 노퍽으로 돌아왔다.